# Fes, Maroko
Fes (/fɛs/; arabsko فاس, latinizirano: fās) ali Fez (/fɛz/) je mesto v severni notranjosti Maroka in glavno mesto upravne regije Fes-Meknes. Je eno največjih mest v Maroku, po popisu leta 2024 ima 1,256 milijona prebivalcev. Leži severozahodno od gorovja Atlas, obkrožajo ga hribi, staro mesto pa je osredotočeno okoli reke Fes (Oued Fes), ki teče od zahoda proti vzhodu. Fes so imenovali 'Meka zahoda' in 'Afriške Atene'. Velja tudi za duhovno in kulturno prestolnico Maroka.
Fes, ustanovljen pod vladavino Idrisidov v 8.–9. stoletju našega štetja, je bil sprva sestavljen iz dveh avtonomnih in konkurenčnih naselbin. Ponavljajoči se valovi predvsem arabskih priseljencev iz Ifrikije (Tunizija) in Al Andaluza (Španija/Portugalska) v začetku 9. stoletja so nastajajočemu mestu dali arabski značaj. Po padcu rodbine Idrisidov so drugi imperiji prihajali in odhajali vse do 11. stoletja, ko je almoravidski sultan Jusuf ibn Tašfin združil obe naselji v današnjo četrt Fes el-Bali ('Stari Fes'), imenovano medina v Fesu. Pod vladavino Almoravidov je mesto pridobilo sloves po verski učenosti in trgovski dejavnosti.
Fes je dosegel vrhunec v dobi Marinidov (13.–15. stoletje) in ponovno pridobil status politične prestolnice. Zgrajene so bile številne nove medrese in mošeje, od katerih jih je veliko ohranjenih še danes, druge strukture pa so bile obnovljene. Te stavbe štejejo med zaščitne znake mavrskega in maroškega arhitekturnega sloga. Leta 1276 je marinidski sultan Abu Jusuf Jakub ustanovil tudi kraljevo upravno okrožje Fes Dždid ('Novi Fes'), kjer je še danes kraljeva palača (Dar al-Makzen), ki so ji kasneje dodali obsežne vrtove. V tem obdobju se je judovsko prebivalstvo mesta povečalo in na južni strani tega novega okrožja je nastala Melah (judovska četrt). Po strmoglavljenju rodbine Marinidov je rast Fesa zastala in mesto je nato tekmovalo z Marakešem za politični in kulturni vpliv. Ponovno je postal prestolnica pod dinastijo Alavi do leta 1912.
Mesto sestavljata dve stari medinski četrti, Fes el-Bali in Fes Dždid, ter veliko večje moderno urbano območje Ville Nouvelle, ustanovljeno v času francoske kolonialne dobe. Medina v Fesu je uvrščena na seznam svetovne dediščine in je eno največjih in najstarejših mestnih območij za pešce na svetu (območij brez avtomobilov). Vsebuje Univerzo al-Karauin, ki je bila ustanovljena leta 857 in je najstarejša stalno delujoča visokošolska ustanova na svetu. Vsebuje tudi usnjarno Čuara iz 11. stoletja, eno najstarejših usnjarn na svetu.

## Etimologija
Ime mesta v arabščini je arabsko فاس, latinizirano: Fās (ali arabsko ڢاس v tradicionalni magrebski pisavi), iz katerega izhajajo imena Fez, Fès in Fas. Po nekaterih izročilih naj bi ime mesta izhajalo iz arabske besede arabsko فأس, latinizirano: Faʾs, kar pomeni kramp. Poročali so o različnih legendah, ki pojasnjujejo to etimologijo. Eden pripoveduje zgodbo o zlatem krampu, najdenem na tem mestu med gradnjo mesta, medtem ko drugi trdi, da je Idris I. uporabljal srebrn in zlat kramp za kopanje skupaj s svojimi delavci.:26 Drugo poročilo, ki ga poroča Ibn Abi Zar, trdi, da je starodavno mesto z imenom Sef že obstajalo na mestu in da je Idris I. obrnil črke tega imena, da bi ustvaril ime Fes.
Med vladavino Idrisidov (788 do 974) je bil Fes sestavljen iz dveh mest: Fās, ki ga je ustanovil Idris I. in al-ʿĀlijá, ki ga je ustanovil njegov sin Idris II. V tem obdobju je bilo glavno mesto znano kot al-ʿĀlijá, ime Fās pa je bilo rezervirano za ločeno mesto na drugi strani reke. Idrisidskih kovancev z imenom Fes niso našli, le al-ʿĀlijá in al-ʿĀlijá Madinat Idris. Ni znano, ali se je ime al-ʿĀlijá kdaj nanašalo na obe mestni območji. Obe mesti sta bili združeni leta 1070 in za združeno mesto je bilo uporabljeno ime Fās.

## Zgodovina

### Ustanovitev  in Idrisidi
Mesto je leta 789 kot Madinat Fas na jugovzhodnem bregu reke Džavhar (danes znane kot reka Fes) prvič ustanovil Idris I., ustanovitelj rodbine Idrisidov. Idris I. je bil hasanidski šarif iz Arabije, ki je bil prisiljen pobegniti iz Hedžasa po neuspelem uporu proti Abasidskemu kalifatu, sčasoma pa se je preselil v severni Maroko in osvojil večji del območja. Njegov sin Idris II. je leta 809 zgradil naselbino, imenovano al-ʿĀlijá, na nasprotnem bregu reke in sem preselil svojo prestolnico iz Valilija (Volubilis).:83 Prvo prebivalstvo so sestavljali večinoma Berberi, skupaj s stotinami arabskih bojevnikov iz Kairouana, ki je sestavljal spremstvo Idrisa II.
Arabsko priseljevanje v Fes se je kasneje povečalo. Andaluzijske družine mešanega arabskega in iberskega porekla, ki so bile izgnane iz Córdobe po uporu leta 817–818 proti al-Hakamu I., so bile ena glavnih sestavin priseljenskega prebivalstva. Te družine so se v glavnem naselile v Madinat Fasu. Priseljenci iz Kairouana in Al Andaluza so mestu dali arabski značaj in bodo pozneje dali svoje ime okrožjema 'Advat Al-Andalus in 'Advat al-Karauin.:51 Mesto je imelo tudi ugledno judovska skupnost, verjetno sestavljeno iz Berberov Zenata, ki so se pred tem spreobrnili v judovstvo, in nekaj časa tudi majhnega preostalega krščanskega prebivalstva. Judje so bili še posebej koncentrirani v severovzhodnem okrožju al-ʿĀlijá, znanem kot Funduk el-Jihudi (blizu današnjih vrat Bab Guissa).
Po smrti Idrisa II. leta 828 je bila regija razdeljena med njegove sinove. Najstarejši, Mohamed, je prejel Fes, vendar so se nekateri njegovi bratje poskušali odcepiti od njegovega vodstva, kar je povzročilo medsebojni konflikt. Čeprav je bilo idrizidsko kraljestvo sčasoma ponovno združeno in je pod Alijem ibn Mohamedom in Jahjo ibn Mohamedom uživalo obdobje miru, je v poznem 9. stoletju ponovno padlo v zaton.
V 10. stoletju sta se za mesto borila Omajadski kalifat iz Córdobe in Fatimidski kalifat iz Ifrikije (Tunizija), ki sta mestu vladala prek množice strank Zenata. Fatimidi so zavzeli mesto. leta 927 in dokončno izgnal Idriside, nakar so tja umestili njihove Miknase (eno od plemen Zenata). Mesto, skupaj z večjim delom severnega Maroka, je več desetletij še naprej menjavalo roke med zastopniki Córdobe in zastopniki Fatimidov. Po še eni uspešni invaziji Buluggina ibn Zirija leta 979 in kratkem obdobju nadzora Fatimidov je silam Al-Mansurja iz Cordobe uspelo znova zavzeti regijo in trajno izgnati Fatimide. Od leta 980 (ali od leta 986) je Fesu vladala rodbina Zenata iz plemena Maghrawa, ki so bili zavezniki Kordobskega kalifata. Ta nadzor so obdržali tudi po propadu kalifata v zgodnjem 11. stoletju in vse do prihoda Almoravidov.
Fes je še naprej rasel pod nadzorom Zenata, čeprav so se med obdobji političnega rivalstva razplamteli konflikti med njegovima naseljema, Madinat Fas in al-ʿĀlijá. Ziri ibn Atija, prvi vladar nove dinastije, je imel težavno vladavino. Vendar je bil Ibn Atijjev potomec Dunas ibn Hamama, ki je vladal med letoma 1037 in 1049, odgovoren za izboljšanje mestne infrastrukture. Razvil je večji del sistema oskrbe z vodo v Fesu, ki se je v veliki meri ohranil do danes.ref name="Marcos Cobaleda-2018">Marcos Cobaleda, Maria; Villalba Sola, Dolores (2018). »Transformations in medieval Fez: Almoravid hydraulic system and changes in the Almohad walls«. The Journal of North African Studies. 23 (4): 591–623. doi:10.1080/13629387.2017.1371596. S2CID 219625871.</ref> Druge stavbe, zgrajene v njegovem času, so bili hamami (kopališča), mošeje in prve mostovi čez Oued Bou Krareb (večinoma obnovljene v poznejših obdobjih). Obe mesti sta postajali vse bolj povezani: odprt prostor med obema so zapolnile nove hiše in do šest mostov čez reko je omogočilo lažji prehod med njima. Desetletje po Dunasu, med letoma 1059 in 1061, sta mestoma ločeno vladala dva brata, ki sta bila rivalska emirja Zenata, ki sta se bojevala drug z drugim: al-ʿĀlijá je nadzoroval emir po imenu Al-Gisa, Madinat Fas pa je nadzoroval Al-Fetuh. Oba brata sta utrdila svoje obale in njuni imeni sta se do danes ohranili v dveh mestnih vratih: Bab Guissa (ali Bab Gisa) na severu in Bab Ftuh na jugu.

### Almoravidi, Almohadi in Marinidi
V letih 1069–1070 (ali morda nekaj let pozneje) so Fes osvojili Almoravidi pod vodstvom Jusufa ibn Tašfina. Istega leta tega osvajanja je Jusuf ibn Tašfin združil Madinat Fas in al-ʿĀlijá v eno mesto. Obzidje, ki ju je ločevalo, je bilo uničeno, mostovi, ki ju povezujejo, so bili zgrajeni ali obnovljeni in zgrajen je bil nov krog obzidij, ki je zajel obe mesti. Kazba (arabski izraz za citadelo) je bila zgrajena na zahodnem robu mesta (danes zahodno od Bab Bou Dželuda) za bivanje mestnega guvernerja in garnizije. Čeprav je bila prestolnica pod Almoravidi prestavljena v Marakeš, je Fes pridobil sloves malikijskih pravnikov in ostal pomembno središče trgovine in industrije. Vpliv Almoravidov na strukturo mesta je bil tolikšen, da se Jusuf ibn Tašfin včasih šteje za drugega ustanovitelja Fesa.
Leta 1145 je almohadski voditelj Abd al-Mumin oblegal in osvojil mesto med almohadskim strmoglavljenjem Almoravidov. Zaradi srditega odpora lokalnega prebivalstva so Almohadi porušili mestne utrdbe. Vendar pa je zaradi nenehnega gospodarskega in vojaškega pomena Fesa almohadski kalif Jakub al-Mansur ukazal obnovo obzidja Fesa. Obzidje je dokončal njegov naslednik Mohamed al-Nasir leta 1204, in mu dal dokončno obliko ter vzpostavil obod Fes el-Balija kot je danes. Almohadi so zgradili kazbo Bou Dželud na mestu nekdanje kazbe Almoravidov in prav tako zgradili prvo kazbo na mestu sedanje kazbe an-Nouar. Vse ozemlje znotraj mestnega obzidja ni bilo gosto poseljeno; velik del je bil še razmeroma odprt in je bil zaseden s pridelki in vrtovi, ki so jih uporabljali prebivalci. V 12. stoletju je bilo mesto eno največjih na svetu, z ocenjenim prebivalstvom 200.000. Do leta 1200 sta Fes in Kairo verjetno postala največji muslimanski mesti.
Leta 1250 je Fes ponovno pridobil status prestolnice pod rodbino Marinidov. Mesto je doseglo svojo zlato dobo v marinidskem obdobju. Leta 1276 je protimarinidski upor povzročil pokol judovske skupnosti, ki ga je ustavil vladar Abu Jusuf Jakub. Po uporu je Abu Jusuf Jakub ustanovil Fes Dždid kot novo upravno in vojaško središče. Pod Marinidi je bilo zgrajenih veliko glavnih spomenikov v medini in mesto si je pridobilo sloves pomembnega intelektualnega središča. Med letoma 1271 in 1357 je bilo zgrajenih sedem medres, ki so med najboljšimi primeri maroške arhitekture in nekateri najbolj bogato okrašeni spomeniki v Fes.
Judovska četrt Fesa, Melah, je bila ustvarjena v Fes Dždidu na neki točki v marinidskem obdobju. Natančen datum in okoliščine nastanka niso trdno ugotovljeni, vendar mnogi učenjaki datirajo preselitev judovskega prebivalstva iz Fes el-Bali v novi Melah v 15. stoletje, obdobje političnih napetosti in nestabilnosti. Zlasti judovski viri opisujejo prenos kot posledico ponovnega odkritja trupla Idrisa II. v središču mesta leta 1437, zaradi česar je okolica – če ne celo mesto – pridobila status svetosti (haram), zaradi česar je bilo treba nemuslimane odstraniti z območja. Maroška judovska skupnost je bila sprva sestavljena iz avtohtonih lokalnih Judov (znanih kot Tošavim), vendar so se jim v naslednjih generacijah pridružili zahodni sefardski Judje, ki so bežali z Iberskega polotoka (znani kot Megorašim), zlasti po izgonu Judov iz Španije leta 1492 in iz Portugalske leta 1496.
Maroški upor leta 1465 je strmoglavil zadnjega marinidskega sultana. Leta 1472 so Vatasidi, druga rodbina Zenata, ki je pred tem služila kot vezirji pod sultani Marinidi, nasledili kot vladarji Maroka iz Fesa. Ohranili so strukturo države Marinidov in nadaljevali njeno politiko, vendar niso mogli nadzorovati vsega Maroka. Niso bistveno prispevali k fizični strukturi Fesa.

### Saadijci in Alavi
V 16. stoletju so Saadijci, rodbina, ki si je lastila preroško dediščino, prišli na oblast v južnem Maroku in izzvali Vataside. Približno v istem času se je Osmansko cesarstvo po osvojitvi Alžirije približalo Fesu. Januarja 1549 je saadijski sultan Mohamed aš-Šeik zavzel Fes in odstavil zadnjega vatasidskega sultana Ali Abu Hasuna. Vatasidi so kasneje ponovno zavzeli mesto leta 1554 z osmansko podporo, vendar je bilo to ponovno osvajanje kratkotrajno in kasneje istega leta so Vataside odločilno premagali Saadijci. Osmani so poskušali vdreti v Maroko po atentatu na Mohameda aš-Šeika leta 1558, vendar jih je ustavil njegov sin Abdalah al-Ghalib v bitki pri Vadi al-Labanu severno od Fesa. Po smrti Abdalaha al-Ghaliba se je pojavil nov boj za oblast. Abd al-Malik, Abdalahov brat, je z osmansko podporo zavzel Fes in s prestola vrgel svojega nečaka Abu Abdulaha. To je privedlo do bitke pri Vadi al-Makhazin (znane tudi kot bitka treh kraljev), v kateri je vojska Abd al-Malika premagala invazijsko portugalsko vojsko, kar je zagotovilo neodvisnost Maroka. Abd al-Malik je bil med bitko ubit in nasledil ga je Ahmed al-Mansur (vladal 1578–1603).
Saadijci, ki je Marakeš znova uporabljali za svojo prestolnico, Fesu niso posvečali veliko pozornosti, z izjemo okrašenih paviljonov za umivanje, ki so jih v njihovem času dodali na dvorišče mošeje Karauin.:70 Morda zaradi vztrajnih napetosti z mestnimi prebivalci so Saadijci okoli mesta zgradili številne nove utrdbe in bastijone, za katere se zdi, da so imeli namen ohraniti nadzor nad lokalnim prebivalstvom.
Po dolgi vladavini Ahmeda al-Mansurja je država Saadijcev zapadla v državljansko vojno med njegovimi sinovi in potencialnimi nasledniki. Fes je postal tekmovalni sedež moči za številne brate, ki so tekmovali z drugimi člani družine, ki so vladali iz Marakeša. Obe mesti sta večkrat zamenjali lastnika, dokler se medsebojni spopad končno ni končal leta 1627. Kljub ponovni združitvi kraljestva po letu 1627 so bili Saadijci v popolnem zatonu in Fes je že precej trpel zaradi ponavljajočih se osvajanj in ponovnih osvajanj med spopadom. Leta 1641 je Mohamed al-Hadž iz sufijskega reda Sanhaja Dilā' zasedel Fes. Čas je bil še posebej težak za fesijske Jude.
Šele ko je leta 1666 ustanovitelj Alavijske rodbine Mulaj Rašid zavzel Fes, je mesto doživelo preporod in ponovno postalo prestolnica, čeprav za kratek čas. Mulaj Rašid se je po dolgem obdobju zanemarjanja lotil obnove mesta. Zgradil je Kazbo Čerarda (znano tudi kot Kazba al-Kemis) severno od Fes Dždida, da bi nastanil velik del svojih plemenskih enot. Prav tako je obnovil ali ponovno zgradil, kar je postalo znano kot Kasba an-Nuar, ki je postalo bivalni prostor njegovih privržencev iz regije Tafilalt (domovina prednikov rodbine Alavi). Mulaj Rašid je leta 1670 zgradil tudi veliko novo medreso, medreso Čeratine.
Po Rashidovi smrti je Fes prestal še eno temno obdobje. Mulaj Ismail, njegov naslednik, očitno ni maral mesta - verjetno zaradi upora tam v zgodnji vladavini - in je namesto tega za svojo prestolnico izbral bližnji Meknes. Čeprav je obnovil ali obnovil nekatere pomembnejše spomenike v mestu, kot je Zavija Mulaja Idrisa II., je mestnemu prebivalstvu pogosto nalagal visoke davke. prebivalcev in včasih celo prisilno preselil dele svojega prebivalstva, da bi ponovno naselil druga mesta v državi. Po njegovi smrti je bil Maroko pahnjen v anarhijo in desetletja konfliktov med njegovimi sinovi, ki so tekmovali, da ga nasledijo. Fes je še posebej trpel zaradi ponavljajočih se spopadov z Udajami (ali Oudaji), plemenom guič (vazalno pleme, ki je služilo kot garnizija in vojaška sila), ki ga je Mulaj Ismail pred tem namestil v Kazba Čerarda. Sultan Mulaj Abdalah, ki je v tem obdobju vladal s prekinitvami in je Fes uporabljal kot prestolnico, je bil v letih 1728–29 sprva dobrodošel kot sovražnik Udajev, toda odnosi med njim in prebivalstvom mesta so se hitro poslabšali zaradi njegove izbire guvernerja. Takoj je zgradil ločeno utrjeno palačo na podeželju, Dar Dbibegh, kjer je namesto tega prebival. Še skoraj tri desetletja je mesto ostalo v bolj ali manj stalnem konfliktu tako z Udaji kot z 'alavijskimi sultani.
Od vladavine Mulaja Mohameda ibn Abdalaha med letoma 1757 in 1790 se je država stabilizirala in Fes je končno ponovno pridobil svoje bogastvo. Čeprav je bil njegov status delno deljen z Marakešem, je ostal prestolnica Maroka do konca alavitskega obdobja do 20. stoletja. Alavi so nadaljevali z obnovo ali restavriranjem različnih spomenikov in se lotili niza razširitev kraljeve palače. Sultani in njihova spremstva so postajali vse tesneje povezani z elitami Fesa in drugih mestnih središč, pri čemer so bili še posebej vplivni ulemi (verski učenjaki) Fesa. Po smrti Mulaja Slimana so vplivne družine iz Fesa postale glavni akterji politične in intelektualne scene v državi.
Sufijski red Tijani, ki ga je ustanovil Ahmad al-Tijani (umrl 1815), ima svoje duhovno središče v Fesu, odkar se je al-Tijani preselil sem iz Alžirije leta 1789. Red se je hitro razširil med literarno elito severozahodne Afrike in njegovi ulemi so imeli pomemben verski, intelektualni in politični vpliv v Fesu in drugod. Do 19. stoletja je bilo mesto edini vir fesov (znanih tudi kot tarbooš).
Zadnja večja sprememba topografije Fesa pred 20. stoletjem je bila narejena med vladavino Mulaj Hasana I. (1873–1894), ki je končno povezal Fes Dždid in Fes el-Bali tako, da je med njima zgradil obzidan hodnik. Novi vrtovi in poletne palače, ki so jih uporabljali kralji in visoka družba prestolnice, so bile zgrajene znotraj koridorja, kot so vrtovi Džnan Sbil in palača Dar Batha. Mulaj Hasan je razširil tudi samo staro kraljevo palačo, njen vhod razširil do trenutne lokacije starega Mehuarja, medtem ko je na severu dodal Novi Mehuar, skupaj z Dar al-Makino. Širitev je ločila sosesko Mulaj Abdalah na severozahodu od preostalega dela Fes Dždida.
Fes je igral osrednjo vlogo v Hafidhiji, kratki državljanski vojni, ki je izbruhnila, ko je Abdelhafid izzval svojega brata Abdelaziza za prestol. Ulama iz Fesa, ki jo je vodil sufijski modernist Mohamed Bin Abdul-Kabir Al-Katani, je ponudila svojo pogojeno podporo Abd al-Hafidu, kar je obrnilo tok konflikta. Abdelaziz je bil poražen v bitki pri Marakešu leta 1908. Abdelhafidova vladavina se je kmalu poslabšala in v začetku leta 1911 so sultana v Fesu oblegala plemena Srednjega Atlasa. Abdelhafid je zaprosil za francosko pomoč in francoske sile pod polkovnikom Charlesom Émileom Moinierjem so 21. maja prispele v Fes in ustanovile poveljniški center v Dar Dbibeghu.

### Kolonialno obdobje
Leta 1912 je bila po pogodbi iz Fesa nad Marokom vzpostavljena francoska kolonialna vladavina. Ena od neposrednih posledic so bili nemiri leta 1912 v Fesu, ljudska vstaja, ki je vključevala smrtonosne napade na Evropejce in domorodne judovske prebivalce v Melahu, čemur je sledila še smrtonosnejša represija. Prvi francoski rezidenčni general, Hubert Lyautey, se je v letih 1912–1913 odločil premakniti upravno prestolnico protektorata v Rabat, ki je od takrat ostal glavno mesto.
V tem obdobju in v 20. stoletju so se zgodile številne družbene in fizične spremembe. Začetek pod Lyauteyem je bila ena pomembna politika z dolgoročnimi posledicami odločitev, da se v veliki meri odreče ponovnemu razvoju obstoječih zgodovinskih obzidanih mest v Maroku in jih namerno ohrani kot območja zgodovinske dediščine, še danes znane kot medine. Namesto tega je francoska uprava zgradila nova moderna mesta (Villes Nouvelles) tik izven starih mest, kjer so evropski naseljenci večinoma prebivali s sodobnimi udobji v zahodnem slogu. To je bil del širše »politike združevanja«, ki jo je sprejel Lyautey in ki je podpirala različne oblike posredne kolonialne vladavine z ohranjanjem lokalnih institucij in elit, v nasprotju z drugimi francoskimi kolonialnimi politikami, ki so bile naklonjene »asimiliaciji«. Ville Nouvelle je Maročanom postal znan tudi kot Dar Dbibegh, saj je bila nekdanja palača Mulaja Abdalaha na istem območju.
Nastanek ločenega francoskega Ville Nouvelle na zahodu je imel širši vpliv na razvoj celotnega mesta. Medtem ko so nove kolonialne politike ohranile zgodovinske spomenike, so ustavile urbani razvoj na območjih dediščine.  Strokovnjakinja Janet Abu-Lughod je trdila, da so te politike ustvarile neke vrste urbani apartheid med avtohtonimi maroškimi urbanimi območji, ki so bila prisiljena stagnirati v smislu urbanega razvoja in arhitekturnih inovacij, ter novimi, večinoma z Evropejci naseljenimi načrtovanimi mesti, ki so se razširila na ozemlja, ki so jih prej uporabljali Maročani zunaj mesto. To ločitev so delno omilili bogati Maročani, ki so se v tem obdobju začeli seliti v Ville Nouvelles. Nasprotno pa so staro mesto (medino) Fesa vse bolj naseljevali revnejši podeželski migranti iz podeželje.
Fes je igral tudi vlogo v maroškem nacionalističnem gibanju in v protestih proti francoskemu kolonialnemu režimu. Številni maroški nacionalisti so se izobraževali na univerzi Al-Karauin in nekatere njihove neformalne politične mreže so bile ustanovljene zahvaljujoč temu skupnemu izobraževalnemu ozadju.:140, 146 Julija 1930 so študentje in drugi prebivalci protestirali proti berberskemu dahirju, ki so ga francoske oblasti odredile maja istega leta. V Leta 1937 sta bili mošeji Al-Karauin in mošeja R'cif zbirališči demonstracij proti nasilnemu zatiranju maroških protestnikov v bližnjem mestu Meknes, ki se je končalo z razporeditvijo francoskih čet po Fes el-Baliju, tudi v mošejah. Proti koncu druge svetovne vojne so se maroški nacionalisti zbrali v Fesu, da bi sestavili zahtevo po neodvisnosti, ki so jo predložili zaveznikom 11. januarja 1944. Rezultat tega je bila aretacija nacionalističnih voditeljev, ki ji je sledilo nasilno zatiranje protestov v številnih mestih, vključno z Fes.

### Poosamosvojitveni čas
Potem ko je Maroko leta 1956 ponovno pridobil neodvisnost, so se številni trendi, ki so se začeli pod kolonialno vladavino, nadaljevali in pospešili. Velik del meščanskih razredov Fesa se je preselil v rastoče metropole Casablanco in prestolnico Rabat. Judovsko prebivalstvo je bilo še posebej osiromašeno, bodisi se je preselilo v Casablanco bodisi izselilo v države, kot so Francija, Kanada in Izrael. Čeprav je prebivalstvo mesta raslo, je to šlo le počasi do poznih 1960-ih, ko se je tempo rasti končno pospešil. V tem obdobju je Fes kljub temu ostal tretje največje mestno središče v državi. Med letoma 1971 in 2000 se je prebivalstvo mesta približno potrojilo s 325.000 na 940.000, zaradi česar je postalo drugo največje mesto v Maroku. Ville Nouvelle je postalo lokus nadaljnjega razvoja, z novimi obrobnimi soseskami – z nedosledno kakovostjo stanovanj –, ki so se širile navzven okoli njega. Leta 1963 je bila Univerza Al-Karauin reorganizirana kot državna univerza, medtem ko je bila nova javna univerza, Univerza Sidi Mohamed Ben Abdelah, ustanovljena leta 1975 v Ville Nouvelle. Leta 1981 je bilo staro mesto, ki ga sestavljata Fes el-Bali in Fes Dždid, uvrščeno na Unescov seznam svetovne dediščine.
Družbene neenakosti in gospodarska negotovost so bile poudarjene med represivno vladavino kralja Hasana II. in obdobjem, znanim kot leta svinca (približno 1975–1990). Fes sta močno prizadeli brezposelnost in pomanjkanje stanovanj. Varčevalni ukrepi so v 1980-ih povzročili več nemirov in uporov po drugih mestih. 14. decembra 1990 je bila sklicana splošna stavka, ki je povzročila proteste in izgrede študentov in mladih v Fesu. Stavbe so bile požgane in izropane, vključno s Hôtel des Mérinides, luksuznim hotelom s pogledom na Fes el-Bali in iz časa Lyauteya. Na tisoče je bilo aretiranih in najmanj pet ubitih. Vlada je obljubila, da bo raziskala in zvišala plače, čeprav je opozicija nekatere od teh ukrepov zavrnila.
Danes je Fes regionalna prestolnica in eno najpomembnejših mest Maroka. Številne nekdanje ugledne družine Fesa še vedno sestavljajo velik del državne politične elite. Zaradi svoje zgodovinske dediščine je tudi pomembna turistična destinacija. V zadnjih letih potekajo prizadevanja za obnovo in rehabilitacijo stare medine, od obnove posameznih spomenikov do poskusov rehabilitacije reke Fes.

## Geografija

### Lokacija
Mesto je razdeljeno med svojo zgodovinsko medino (dve obzidani okrožji Fes el-Bali in Fes Dždid) in zdaj veliko večji Ville Nouvelle (novo mesto) skupaj z več oddaljenimi sodobnimi soseskami. Staro mesto jw v dolini ob bregovih Oued Fes (reka Fes) tik nad njenim sotočjem z večjo reko Sebou na severovzhodu. Reka Fes izvira z juga in zahoda in je razdeljena na različne majhne kanale, ki oskrbujejo zgodovinsko mesto z vodo. Te se nato izlivajo v Oued Bou Khrareb, odsek reke, ki poteka skozi sredino Fes el-Balija in ločuje četrt Karauin od andaluzijske četrti.
Novo mesto zavzema planoto na robu ravnice Saïs. Slednja se razteza proti zahodu in jugu in je pretežno zasedena s kmetijskimi površinami. Približno 15 km južno od Fes el-Bali je glavno letališče v regiji Fes-Saïs. Južneje je mesto Sefrou, medtem ko je mesto Meknes, naslednje največje mesto v regiji, na jugozahodu.

### Podnebje
Severozahodno od gorovja Srednjega Atlasa ima Fes vroče poletno sredozemsko podnebje (Köppnova podnebna klasifikacija Csa) z močnim celinskim vplivom, ki se spreminja od relativno hladnih in mokrih zim do suhih in vročih dni v poletnih mesecih med junijem in septembrom. Padavine lahko v dobrih letih dosežejo do 800 mm. Zimske najvišje temperature običajno dosežejo okoli 15 °C, zimske najnižje pa v povprečju okoli 4,5 °C decembra do januarja. Zmrzal v zimskem obdobju ni redkost. Poletne najvišje temperature dosežejo vrh julija in avgusta pri približno 34,5 °C, povprečne najnižje pa 18 °C. Najvišja in najnižja temperatura, kadarkoli zabeležena v mestu, je 46,7 °C oziroma −8,2 °C. Sneženje se v povprečju pojavi enkrat na 3 do 5 let. Fes je zabeležil sneženje v treh zaporednih letih v letih 2005, 2006 in 2007.

## Gospodarstvo
V zgodovini je bilo mesto eno glavnih trgovskih in obrtniških središč Maroka. Industrija strojenja, ki jo še danes utelešajo strojarne v Fes el-Bali, je bila glavni vir izvoza in gospodarskega preživetja že od zgodnje zgodovine mesta. Vse do poznega 19. stoletja je bilo mesto edino mesto na svetu, kjer so izdelovali pokrivalo fes. Mestna trgovina je bila koncentrirana vzdolž glavnih ulic, kot je Tala'a Kebira in okoli osrednjega bazarja, znanega kot Kissariat al-Kifah, od katerega so se odcepili številni drugi suki (tržnice). Obrtna industrija se nadaljuje vse do danes in je še vedno osredotočena na staro mesto, čeprav je v veliki meri odvisna od turizma.
Danes je okolica mesta, rodovitna ravnica Saïss, pomemben vir kmetijske dejavnosti, ki prideluje predvsem žita, fižol, oljke in grozdje ter vzreja živine. Turizem je tudi pomembna gospodarska panoga zaradi mestne zgodovinske medine, ki je na Unescovem seznamu. Verski turizem je prisoten tudi zaradi številnih večjih zavij (islamskih svetišč) v starem mestu, kot sta Zavija Mulaj Idrisa II. in Zavija Sidija Ahmeda al-Tijanija, ki privabljajo tako maroške kot mednarodne (zlasti zahodnoafriške) romarje. Mesto in regija se še vedno spopadata z brezposelnostjo in gospodarsko negotovostjo.

## Znamenitosti

### Medina v Fesu
Zgodovinsko mesto Fes sestavljata Fes el-Bali, prvotno mesto na obeh obalah Oued Fes (reka Fes), in manjši Fes Dždid, ustanovljen na višjih legah na zahodu v 13. stoletju. Razlikuje se od Fesovega zdaj veliko večjega Ville Nouvelle (novo mesto). Fes el-Bali je najstarejše stalno naseljeno obzidano mesto v arabskem svetu ter eno največjih in najstarejših urbanih območij za pešce (območij brez avtomobilov) na celem svetu. To je mesto slavne univerze Karauin in Zavija Mulaj Idrisa II., najpomembnejših verskih in kulturnih znamenitosti, medtem ko je Fes el-Dždid kraj 195 hektarjev velike kraljeve palače, ki jo še danes uporablja maroški kralj. Ti dve zgodovinski mesti sta povezani skupaj in ju običajno imenujemo medina Fesa, čeprav se ta izraz včasih bolj restriktivno uporablja samo za Fes el-Bali.
Fes postaja vse bolj priljubljena turistična destinacija in mnogi ne-Maročani zdaj obnavljajo tradicionalne hiše (riad in dar) kot druge domove v medini. Leta 1981 je Organizacija Združenih narodov za izobraževanje, znanost in kulturo (UNESCO) Medino v Fesu označila za območje svetovne dediščine in jo opisala kot »eno najbolj obsežnih in najbolje ohranjenih zgodovinskih mest arabsko-muslimanskega sveta«. It was the first site in Morocco to be granted this status.  To je bilo prvo mesto v Maroku, ki je dobilo ta status.

## Kraji bogoslužja
V medini so številne zgodovinske mošeje, od katerih so nekatere del medrese ali zavije. Med najstarejšimi, ki še danes stojijo, so mošeja al-Karauin, ustanovljena leta 857 in pozneje razširjena, mošeja Andaluzijcev, ustanovljena v letih 859–860, mošeja Bou Dželud iz poznega 12. stoletja in morda mošeja v Kazbi en-Nouar (ki je morda obstajala v obdobju Almohadov, a je bila verjetno obnovljena mnogo kasneje). Najstarejši mošeji v mestu, ki segata v njegova prva leta, sta bili mošeja Šarifs (ali mošeja Šurafa) in mošeja šejkov (ali mošeja al-Anouar); vendar ne obstajata več v prvotni obliki. Šarifova mošeja je bila pokopališče Idrisa II. in se je razvila v Zavijo Mulaja Idrisa II., ki obstaja še danes, medtem ko je mošeja al-Anouar pustila le manjše ostanke.
Številne mošeje iz pomembne marinidske dobe, ko je bil Fes Dždid ustanovljen za glavno mesto Maroka, vključujejo Veliko mošejo Fes el-Dždid iz leta 1276, mošejo Abu al-Hasana iz leta 1341,  mošejo Črablijine iz leta 1342 in mošejo al-Hamra iz približno istega leta. Mošeja Bab Guissa je bila prav tako ustanovljena v času vladavine Abu al-Hasana (1331–1351), vendar spremenjena v kasnejših stoletjih. Druge večje mošeje iz novejšega alavijskega obdobja so mošeja Mulaj Abdalah, zgrajena v začetku do sredine 18. stoletja z grobnico sultana Mulaja Abdalaha, in mošeja R'cif, zgrajena v času vladavine Mulaja Slimana (1793–1822). Zavija Mulaj Idrisa II. in Zavija Sidi Ahmeda al-Tijanija vključujeta tudi območja mošej, kot tudi več drugih uglednih zavij v mestu. Ville Nouvelle vključuje tudi številne sodobne mošeje, med katerimi je največja mošeja Imama Malika. ki je bila odprta leta 1994.
Drugod je judovska četrt (Melah) kraj sinagoge Al-Fasijin iz 17. stoletja in sinagoge Ibn Danan, pa tudi številnih drugih manj znanih sinagog, čeprav nobena od njih danes ne deluje. Po podatkih Svetovnega judovskega kongresa je v Fesu le še 150 maroških Judov. Cerkev svetega Frančiška Asiškega, edina katoliška cerkev v Fesu, je bila ustanovljena leta 1919 ali 1920, v francoskem kolonialnem obdobju. Sedanja stavba je bila zgrajena leta 1928 in razširjena leta 1933. Danes je del nadškofije Rabat, nazadnje pa je bila obnovljena leta 2005.

### Medrese
Al-Karauin je leta 857 ustanovila Fatima al-Fihri, prvotno kot mošejo, zdaj univerzo. To je najstarejša obstoječa in nenehno delujoča izobraževalna ustanova na svetu po UNESCO in Guinnessovi knjigi rekordov. Rodbina Marinidov je po šoli Maliki posvečala veliko pozornosti gradnji medres, kar je povzročilo neverjeten razcvet mestnih verskih institucij. Prva medresa, zgrajena v obdobju Marinidov, je bila medresa Saffarin v Fes el-Baliju, ki jo je leta 1271 zgradil sultan Abu Jusuf.  Sultan Abu al-Hasan je bil najplodnejši pokrovitelj gradnje medres, saj je dokončal medrese Al-Attarin, Mesbahija in Sahrij. Njegov sin Abu Inan Faris je zgradil medreso Bou Inania in do njegove smrti je vsako večje mesto v Marinidskem cesarstvu imelo vsaj eno medreso. Knjižnica al-Karauin, ki hrani veliko zbirko rokopisov iz srednjeveške dobe, je bila prav tako ustanovljena pod marinidsko vladavino okoli leta 1350. Splošno prepričanje je, da je to najstarejša knjižnica na svetu, ki je še odprta. Največja medresa v medini je medresa Čerratine, ki jo je naročil alavijski sultan Al-Rašid leta 1670 in je poleg medrese al-Karavijina edina večja ne-Marinidska fundacija.

### Grobnice in mavzoleji
V osrčju Fes el-Bali je Zavija Mulaja Idrisa II. (svetišče in verski kompleks), posvečena in vsebuje grobnico Idrisa II., ki velja za glavnega ustanovitelja mesta Fes. Druga dobro znana in pomembna zavija je zavijia Sidi Ahmeda al-Tijanija, ki spominja na Sidija Ahmeda al-Tijanija, ustanovitelja tijanijah tarika iz 18. stoletja. Številne zavije so raztresene drugod po mestu, mnoge vsebujejo grobnice pomembnih sufijskih svetnikov ali učenjakov, kot so Zavija Sidija Abdelkaderja al-Fasija, Zavija Sidija Ahmeda eš-Šavija in Zavija Sidija Taoudija Bena Souda.
Staro mesto vsebuje več večjih zgodovinskih pokopališč, ki stojijo zunaj obzidja Fes el-Bali, in sicer pokopališča Bab Ftouh (najpomembnejše), Bab Mahrouk in Bab Guissa. Nekatere vključujejo marabote ali kupolaste strukture, ki vsebujejo grobnice lokalnih muslimanskih svetnikov (pogosto veljajo za sufije), na primer Marabout Sidi Harazem na pokopališču Bab Ftouh. Ruševine Marinidskih grobnic, zgrajenih v 14. stoletju kot nekropola za marinidske sultane, so blizu Pokopališče Bab Guissa.

### Utrdbe
Celotna medina Fesa je bila močno utrjena z nazobčanim obzidjem s stražnimi stolpi in vrati, kar je vzorec urbanističnega načrtovanja, ki ga lahko vidimo tudi v Saléju in Čelahu. Najstarejši deli obzidja danes, na severni strani Fes el-Bali, segajo v obdobje Almohadov. Vrata Fesa, raztresena vzdolž obzidja, so varovali vojaški oddelki in so jih ponoči zapirali. Nekatera glavna vrata so obstajala v različnih oblikah že od najzgodnejših let mesta. Najstarejša današnja vrata in zgodovinsko najpomembnejša vrata Fes el-Bali so Bab Mahrouk (na zahodu), Bab Guissa (na severovzhodu) in Bab Ftouh (na jugovzhod). Glavna vrata Fes Dždid so Bab Dekakin, Bab Semmarine in Bab al-Amer. V sodobnem času je funkcija vrat postala bolj ceremonialna kot obrambna, kar se odraža v konstrukciji okrasnih vrat Bab Bou Dželud leta 1913 na zahodnem vhodu v Fes el-Bali s strani francoske kolonialne uprave.
V različnih časovnih obdobjih je bilo vzdolž obrambnega oboda medine zgrajenih več utrdb. Kazba v kontekstu regije Magreb je tradicionalna vojaška struktura za utrdbe, vojaške priprave, poveljevanje in nadzor. Nekatere od njih so zasedli tudi meščani, nekatere plemenske skupine in trgovci. V zgodovini mesta je bilo zgrajenih 13 kazb. Med njimi so Kazba an-Nouar, Kazba Tamdert in Kazba Cherarda. Saadijevi so v poznem 16. stoletju zgradili tudi številne bastijone in utrdbe, vključno z Bordž Nord in njegovo sestrsko utrdbo Bordž Sud.

### Usnjarne
Od ustanovitve mesta v Fesu neprekinjeno deluje strojarska industrija in velja za eno glavnih turističnih znamenitosti. V mestu so tri usnjarne, največja med njimi je usnjarna Čuara blizu medrese Safarin ob reki. Usnjarne so polne okroglih kamnitih vodnjakov, napolnjenih z barvilom ali belimi tekočinami za mehčanje kož. Usnjeni izdelki, proizvedeni v strojarnah, se izvažajo po vsem svetu. Dve drugi veliki usnjarni sta usnjarna Sidi Mousa zahodno od Zavije Mulaj Idrisa II. in usnjarna Ain Azliten v soseski z istim imenom na severnem robu Fes el-Bali.

### Zgodovinske palače in rezidence
Številne stare zasebne rezidence so preživele tudi do danes, v različnih stopnjah ohranjenosti. Tipična tradicionalna hiša (dar) je osredotočena na notranje dvorišče. Nekatere od teh hiš so imele tudi notranje vrtove, znane kot riad.:55–75 Take zasebne hiše vključujejo Dar al-Alami, Dar Saada (zdaj restavracija), Dar 'Adiyil, Dar Belghazi in druge. Ohranjeni so bili tudi večji in bogatejši dvorci, kot so Dar Mnebhi, Dar Mokri in palača Džamai. Številne tradicionalne hiše, popularno znane kot riadi, se zdaj uporabljajo kot hoteli za turistično industrijo. Palača Džamai je bila v začetku 20. stoletja spremenjena v luksuzni hotel, znan kot Palais Jamaï. Razkošna nekdanja graščina klana Glaoui, znana kot Dar Glaoui, je delno odprta za obiskovalce, vendar je še vedno v zasebni lasti.
Kot nekdanja prestolnica mesto vsebuje tudi več kraljevih palač. Dar Batha je nekdanja palača, ki jo je dokončal alavijski sultan Abdelaziz. Leta 1915 so jo spremenili v muzej zgodovinske umetnosti in artefaktov, ki je vseboval približno 6000 eksponatov. Veliko območje Fes Dždida zavzema tudi 80 hektarjev velika kraljeva palača ali Dar al-Makhzen. Njena okrašena vrata, zgrajena v letih 1969–71, so glavna značilnost, vidna javnosti. Njegovo posestvo ni odprto za javnost, saj ga še vedno uporablja maroški kralj, ko obišče mesto.

### Vrtovi
Vrt Džnan Sbil med Fes Dždidom in Fes el-Balijem je najstarejši ohranjeni vrt v Fesu in ga je kot kraljevi park in vrt v 19. stoletju ustvaril sultan Mulaj Hasan I. Mnoge meščanske in plemiške graščine so imele tudi zasebne vrtove, zlasti v jugozahodnem delu Fes el-Balija. Na ozemlju zgodovinskih kraljevih palač v mestu obstajajo tudi drugi vrtovi, kot sta vrtova Agdal in Lalla Mina v kraljevi palači ali vrtovi Dar el-Beida (prvotno priložen Darju Batha).

### Hamami (kopališča)
Fes je ohranil veliko svojih zgodovinskih hamamov (javnih kopališč v muslimanskem svetu), ki jih lokalni prebivalci še vedno uporabljajo. Primeri, vsi iz okoli 14. stoletja, so Hamam Saffarin, Hamam al-Mokhfija in Hamam Ben Abbad. Običajno so bili zgrajeni ob vodnjaku ali naravnem izviru, ki je zagotavljal vodo, medtem ko je nagnjena topografija mesta omogočala enostavno odvodnjavanje. Postavitev tradicionalnega hamama v regiji je bila podedovana po modelu rimskega kopališča, sestavljenega iz garderobe, hladilne sobe, tople sobe in vroče sobe. Čeprav je njihova arhitektura lahko zelo funkcionalna, imajo nekateri od njih, kot sta Hamam Saffarin in Hamam al-Mokfija, več okraskov. Hamame je na zunanjosti mogoče prepoznati po kupolah in obokih nad glavnimi prostori.

### Ville Nouvelle
Ville Nouvelle se osredotoča na Avenue Hasan II., široko ulico, ki jo je po letu 1912 začrtala francoska kolonialna uprava in je bila takrat znana kot Avenue de France. Območje parka z drevesi poteka vzdolž njene sredine med pasovi za avtomobilski promet. Na severovzhodnem koncu avenije je Place de la Résistance (prvotno imenovan Place Gambetta), veliko krožišče z vodnjakom v središču. Južneje vzdolž iste avenije je Place Florence (prvotno Place Lyautey), širok trg, zasajen z drevesi in prvotno zasnovan kot javna vrt. Na jugozahodnem koncu avenije je Place Ahmed El Mansour (prvotno Place Galliéni).
V kolonialnem obdobju so bile glavne javne stavbe mesta postavljene vzdolž in okoli te glavne avenije. Stavbe iz tega obdobja so bile zgrajene v mešanici mavrskega (neomavrskega ali maroškega), art decoja in neoklasicističnega sloga. Na južni strani trga Firence je Bank stavba al-Maghrib, ki jo je med letoma 1928 in 1931 zgradil arhitekt René Canu. V bližini, na vzhodni strani avenije Hasana II., je stavba glavne pošte. Prvo pošto je tukaj leta 1925 in 1927 zgradil arhitekt Edmond Pauty, vendar jo je arhitekt Emile Toulon v letih 1946–1947 ponovno zgradil in razširil v sedanji obliki. Stavbo prizivnega sodišča, ki stoji jugozahodno od pošte, so v letih 1934–1936 zgradili arhitekti Adrien Laforgue in Antoine Marchisio, v njej pa je bilo prvotno prvostopenjsko sodišče (Tribunal de première instance).